# لئوبرسدورف
لئوبرسدورف (به آلمانی: Leobersdorf) یک منطقهٔ مسکونی در اتریش است که در ناحیه بادن واقع شده‌است. لئوبرسدورف ۴٬۴۰۲ نفر جمعیت دارد.